# Васина-Попова, Екатерина Тимофеевна
Екатери́на Тимофе́евна Ва́сина-Попо́ва (урожд. Попова; 1899—1989) — советский биолог в области генетики и селекции овец, кандидат сельскохозяйственных наук, доцент.

## Биография
Родилась в городе Раненбург Тамбовской губернии (ныне Чаплыгин Липецкой области), в семье почётного потомственного гражданина Тимофея Павловича Попова и его жены Варвары Ивановны. В 1916 году окончила женскую гимназию и курс 8-го класса мужских правительственных гимназий, где она изучала алгебру, геометрию и тригонометрию, проявив к данным предметах большие познания. В том же году, сдав экзамен на аттестат зрелости, поступила на Высшие женские курсы в Москве, но после смерти отца вынуждена была с семьёй переехать в Тамбов, к родным матери. Из-за трудного материального положения устроилась машинисткой в Губернский Совет народного хозяйства, а затем поступила на агрономический факультет Тамбовский университет, где в то время преподавал один из основоположников отечественной зоотехники П. Н. Кулешов, вслед за которым в 1921 году она перевелась в Московский высший зоотехнический институт. Будучи студенткой, работала лаборантом на кафедре овцеводства и коневодства, возглавляемой профессором Кулешовым, и на опытной станции, которая находилась под Москвой на Бутырском хуторе. В 1922 году вышла замуж за Бориса Николаевича Васина.
По окончании института в 1924 году устроилась на опытную станцию близ деревни Аниково, реорганизованную в дальнейшем в центральную генетическую станцию по генетике животных в Гатчине, где работала с 1924 по 1930 годы и где проблемами селекции животных руководил известный учёный-генетик А. С. Серебровский.
- с 1932 по 1934 годы — старший научный сотрудник во Всесоюзном институте животноводства в секторе генетики и селекции
- с 1934 по 1948 год — доцент на кафедре генетики и разведения сельскохозяйственных животных в Пушно-меховом институте (г. Балашиха Московской области). Была уволена в связи с августовской сессией ВАСХНИЛ 1948 года.
- до февраля 1949 года продолжила работу в каракулеводческом совхозе «Каракуль» (Крымской область), где проводила экспериментальные работы по договору с Министерством Внешней торговли СССР.
- с 1949 года — старший научный сотрудник Сахалинского филиала Академии наук СССР[1], затем до 1953 года являлась директором филиала по научной части. В сентябре 1951 года избрана в состав Сахалинского областного комитета защиты мира[2].
- с 1953 и до выхода на пенсию в 1958 году  — внештатный научный редактор и заведующий отделом сельскохозяйственных животных в реферативном журнале «Биология», являлась членом его редколлегии. В 1955 году награждена медалью ВДНХ.
- В 1955 году подписала «Письмо трёхсот», ставшее причиной отставки Т. Д. Лысенко с поста президента ВАСХНИЛ[3].

В дальнейшем была заместителем председателя Научного Совета по проблемам генетики и селекции Академии наук СССР, являлась почётным членом Всесоюзного общества генетиков и селекционеров (ВОГиС) им. Н.И.Вавилова и Московского общества испытателей природы (МОИП). Была одним из соавторов «Англо-русского биологического словаря» (1976). Активно участвовала в организации и проведении съездов и пленумов ВОГиС и XIV Международного генетического конгресса (Москва, 1978 г.).  Читала лекции на кафедре генетики Московского государственного университета. Будучи уже в преклонном возрасте, выступила с большим докладом на пятом генетическом съезде ВОГиС (1987 г.) «О московской школе генетики животных А.С. Серебровского».
Умерла в 1989 году.

## Научная деятельность
Первым исследованием, проведённым Екатериной Тимофеевной ещё в студенческие годы и не утратившим своего значения до сих пор, было изучение изменчивости шерстного покрова пород овец. В 1926 году в британском «Journal of Genetics» была опубликована совместная статья А. С. Серебровского и Е.Т. Васиной-Поповой «On The topography of The sex-chromosome in fowls». Помимо чтения курсов генетики и разведения сельскохозяйственных животных, руководства научной работой студентов и аспирантов вела большую научно-исследовательскую работу по генетике и селекции овец. В 1930–1940-е годы провела большую работу по определению наследственности ряда признаков смушковой продуктивности овец; принимала участие в ряде экспедиций по изучению бокинских, михновских, черкасских, каракульских, курдских, афганских и других пород овец.

## Семья
- Муж  — Борис Николаевич Васин (1897—1965) — генетик, селекционер, специалист по генетике овец и каракулеводству
- Сестра-двойняшка — Варвара Тимофеевна Попова — учёный-химик, лауреат Сталинской премии третьей степени в области транспорта и связи за 1952 год